# Kartuzja Passionis Christi pod Legnicą
Kartuzja Passionis Christi pod Legnicą – klasztor kartuzów znajdujący się w latach 1423–1548 pod Legnicą.
O sprowadzeniu ojców kartuzów do Legnicy zdecydował książę brzeski i legnicki z dynastii Piastów, Ludwik II. Jako datę fundacji legnickiej kartuzji przyjmuje się 1 stycznia 1423 roku (dokument fundacyjny), choć podawane są również daty 14 stycznia (Georg Thebesius) oraz 30 sierpnia (Jan Długosz). Nowa kartuzja, kościół i przynajmniej częściowo klasztor, wybudowana została przed rokiem 1436 – za życia fundatora. Natomiast formalna inkorporacja kartuzji do zakonu i wcielenie do prowincji Saxonia miało miejsce na kapitule generalnej w roku 1427. Około roku 1432, na prośbę księcia Ludwika II, klasztor został włączony do prowincji Alemania lnferior, a pod koniec swego istnienia został prawdopodobnie ponownie włączony do prowincji saskiej. Wobec zakonników książę poczynił liczne darowizny, m.in. nadał im wieś Koskowice wraz z Jeziorem Koskowickim. W roku 1441 Konrad VII Biały, książę oleśnicki, obrabował klasztor a zabudowania kartuzów prawdopodobnie uległy zniszczeniu. Osiem lat później dokonano, najprawdopodobniej powtórnej, konsekracji kościoła.
Upadek klasztoru datowany jest na lata 1529–1548. W roku 1548 kartuzja przestała istnieć – rozbiórce uległy zabudowania klasztorne (oprócz kilku eremów), księgi przeniesiono do Biblioteki św. Piotra i Pawła, a piastowskie trumny do kościoła św. Jana w Legnicy. Ostatecznym przyczynkiem do jego likwidacji była niechętna katolicyzmowi postawa protestanckiego mieszczaństwa Legnicy w czasach reformacji.